# Notazione Z
La notazione Z è un linguaggio di specifica formale utilizzato per la descrizione e progettazione di sistemi informatici. Il suo nome deriva dalla teoria degli insiemi di Zermelo - Fraenkel.
Descritta per la prima volta nel 1974 da Jean-Raymond Abrial, la notazione Z è stata standardizzata dall'ISO nel 2002. È basata sulla notazione della teoria assiomatica degli insiemi, del lambda calcolo e della logica del primo ordine. Le espressioni sono tipate.